# هاوارد گلیه
هاوارد گلیه (انگلیسی: Howard Gallier; ۱۱ ژوئن ۱۸۷۲ – 1955 (aged 82)) بازیکن فوتبال بود.
از باشگاه‌هایی که در آن بازی کرده‌است می‌توان به باشگاه فوتبال کاونتری سیتی اشاره کرد.